# 플로렌틴 페트레
플로렌틴 페트레(루마니아어: Florentin Petre, 1976년 1월 15일, 부쿠레슈티 ~)는 루마니아의 프로 축구 감독이자 전직 선수이다.

## 클럽 경력
플로렌틴 페트레는 1976년 1월 15일에 루마니아의 부쿠레슈티에서 출생하여 포페슈티-레오르데니에서 축구를 시작해 1988년에 빅토리아 부쿠레슈티의 유소년부에 입단했다. 1989년 루마니아 혁명이 발발한 후, 빅토리아가 해단되었고, 페트레는 이오누츠 키릴러 감독을 따라 디나모 부쿠레슈티에 입단하여 1994년 10월 15일에 2-0으로 이긴 우니베르시테아 클루지와의 경기에서 첫 디비지아 A 경기를 출전해 3분 만에 소속 구단의 선제골을 기록했다. 그는 시즌 후반기에 UTA 아라드로 임대되어 디비지아 A 8경기에 출전해 1골을 기록했다. 그는 코르넬 디누 감독의 임기인 1999–2000 시즌에 3-2로 이긴 스테아우아 부쿠레슈티와의 더비 경기에서 넣은 1골을 포함해 22번의 리그 경기에 출전해 7골을 기록했고, 디나모 부쿠레슈티의 2관왕에 일조했는데, 더비전 승리로 리그 우승을 확정지었다. 2000년, 페트레는 다뉴브강 삼각주에서 낚시하다 낚시대로 전깃줄을 건드려 사경을 헤메고 C형 간염에 걸렸고, 그로 인해 2년가까이 재활했지만, 2001-02 시즌에 10번의 경기에 1골을 기록해 선수단에 어느 정도 공헌했다. 또한 간염 문제는 스페인의 알라베스가 가계약서를 서명하고도 그의 영입을 포기하는 계기가 되었다. 그는 2003-04 시즌에도 이오안 안도네 감독의 지휘 하에 24번의 경기에 출전해 4골을 넣으며 디나모 부쿠레슈티가 또다시 2관왕을 차지하는데 일조했다. 그는 "붉은 들개 군단" 일원으로 32번의 유럽대항전 경기에 출전해 6골을 기록했고,(이 중 인터토토컵 경기에 3번 출전) 안도네 호의 일원으로 에버턴을 합계 5-2로 꺾었는데, 그도 이 당시 1골을 기록해 2005-06 시즌 UEFA컵 조별 리그에 도달했다. 페트레는 디나모 부쿠레슈티에서 총 12년을 보내며 259번의 디비지아 A 경기에 출전해 43골을 기록했고, 3번의 리그와 5번의 컵대회, 1번의 슈퍼컵을 들어올렸다.
페트레는 2006년 7월에 디나모 부쿠레슈티를 떠나 불가리아의 CSKA 소피아와 3년 계약을 체결했다. 페트레는 불가리아 무대 1년차에 같은 루마니아 국적의 에우젤 트리처와 알렉산드루 피추르커와 한배를 타고 2006년 수페르쿠파 불가리아를 우승했고, 리그를 준우승으로 마무리했다. 이듬해 그는 CSKA 소피아의 경기에 24번 출전해 11골을 기록하며 소속 구단의 통산 31번째 우승에 일조했다. 2008년, 페트레는 러시아 프리미어리그의 테레크 그로즈니에서 같은 루마니아인 다니엘 판쿠와 안드레이 머르거리테스쿠와 함께 한배를 탔다. 2010년 1월, 페트레는 CSKA 소피아에 같은 루마니아인 다니엘 판쿠와 이오안 안도네 감독과 함께 반 년 동안 복귀했다. CSKA 소피아에서 2번에 나누어 활약한 페트레는 파르바리가에서 총 58번의 경기에 출전해 22골을 기록했고, 유럽대항전에서도 8경기 출전하여 1골을 넣었다.
페트레는 2011년에 빅토리아 브러네슈티에서 은퇴했는데, 그의 고별전 경기는 글로리아 비스트리차와의 디비지아 A 경기로, 그는 총 278번의 루마니아 리그 경기에서 46골을 넣었다.

## 국가대표팀 경력
페트레는 루마니아 국가대표팀 경기에 54번 출전해 6골을 기록했는데, 1998년 8월 19일에 빅토르 피추르커 감독의 부름을 받아 0-0으로 비긴 노르웨이와의 경기에서 첫 출전했다. 그는 유로 2000 예선전에 8경기 출전했고, 2-1로 이긴 그리스와의 친선경기에서는 득점도 성공했다. 그는 에메리히 제네이 감독이 지휘했던 유로 2000 본선에서 2경기 출전했는데, 0-1로 패한 포르투갈과의 조별 리그 경기에서 64분에 단 페트레스쿠와 교체 투입되었고, 0-2로 패한 이탈리아와의 8강전에서는 90분을 모두 소화했다. 페트레는 2002년 월드컵 예선전에서 1경기 출전했고, 2006년 월드컵 예선전에서는 9경기 출전해 2-1로 이긴 핀란드를 상대로 1번 골망을 흔들었다. 그는 유로 2008 예선전 7경기에 출전해 2-0으로 이긴 룩셈부르크와의 경기에서 1골을 신고했다. 빅토르 피추르커 감독이 지휘한 유로 2008 본선 조별 리그 경기에서는 2번 출전했는데, 1-1로 비긴 이탈리아전에서는 선발로 출전해 59분에 버넬 니콜리처와 교체되어 나갔고, 이후 0-2로 패한 네덜란드와의 경기에서는 후보로 대기하다가 니콜리처와 교체 투입되었다. 페트레는 2010년 월드컵 예선전에서 1경기 출전했는데, 2-2로 비긴 프랑스와의 경기에서 득점도 기록했고, 마지막 국가대표팀 경기는 1-2로 패한 크로아티아와의 친선경기였다.
2008년 3월 25일, 그는 루마니아의 트라이안 버세스쿠 대통령으로부터 유로 2008 예선전에서 맹활약하여 대회 본선에 진출함에 따라 훈장을 받았다. 그는 "체육 훈장"(Meritul Sportiv) 3등급을 수여받았다.

### 국가대표팀 득점 기록
아래의 점수에서 왼쪽의 점수가 루마니아의 득점이며, 점수 열은 페트레의 득점 상황을 나타낸다.
| # | 날짜             | 경기장                              | 상대         | 점수 | 결과 | 대회                 |
| - | ---------------- | ----------------------------------- | ------------ | ---- | ---- | -------------------- |
| 1 | 1999년 3월 31일  | 아제르바이잔 바쿠 토피크 바흐라모프 | 아제르바이잔 | 1–0  | 1–0  | 유로 2000 예선전     |
| 2 | 2000년 6월 3일   | 루마니아 부쿠레슈티 겐체아          | 그리스       | 2–0  | 2–1  | 친선경기             |
| 3 | 2004년 8월 18일  | 루마니아 부쿠레슈티 줄레슈티        | 핀란드       | 2–0  | 2–1  | 2006년 월드컵 예선전 |
| 4 | 2005년 11월 16일 | 루마니아 부쿠레슈티 겐체아          | 나이지리아   | 2–0  | 3–0  | 친선경기             |
| 5 | 2007년 10월 17일 | 룩셈부르크 룩셈부르크 요지 바르텔   | 룩셈부르크   | 1–0  | 2–0  | 유로 2008 예선전     |
| 6 | 2008년 10월 11일 | 루마니아 콘스탄차 파룰              | 프랑스       | 1–0  | 2–2  | 2010년 월드컵 예선전 |

## 감독 경력
페트레는 2012년 2월에 마린 이온의 디나모 II 부쿠레슈티 수석 코치로 지도자 활동을 시작했고, 2012-13 시즌 후반기에는 코르넬 철나르의 디나모 부쿠레슈티 1군 감독을 보좌했다. 그는 2015년에 디나모 II 부쿠레슈티 지휘봉을 잡아 처음으로 정감독이 되었다. 그는 2017년에 브라쇼브와 루체아퍼룰 오라데아의 수석 코치를 맡으며 포레스타 수체아바를 지도하며 동행했던 코르넬 철나르와 재회했다. 2018년 8월부터 2021년 12월까지, 페트레는 우니레아 브러일라를 지도했고, 2018-19 시즌에 2부 리그 최하위를 기록해 리가 III로 강등되었지만, 2020-21 시즌에 리가 II로 복귀했다. 그러나, 2021-22 시즌에 승점 2점으로 최하위에 뒤처지면서, 그는 구단과 결별했다.

## 랠리 경력
페트레는 모터스포츠광으로, 루마니아와 불가리아의 랠리 대회에 참가해 2010년에는 불가리아 정상에 올랐고, 2012년에는 루마니아 대회 3위를 기록했다.

## 사생활
그의 아들 파트리크 페트레도 디나모 부쿠레슈티에서 신고식을 치른 축구 선수이다.

## 수상
- 디비지아 A: 1999–2000, 2001–02, 2003–04[3]
- 쿠파 로므니에이: 1999–2000, 2000–01, 2002–03, 2003–04, 2004–05[3]
- 수페르쿠파 로므니에이: 2005[3]

CSKA 소피아
- 파르바리가: 2007–08[3]
- 수페르쿠파 불가리아: 2006[3]